# Port lotniczy Ratmalana
Port lotniczy Ratmalana – port lotniczy położony w mieście Kolombo, w Sri Lance. Jest używany do celów wojskowych i cywilnych. Obsługiwany przez Sri Lanka Air Force. Jest to czwarty co do wielkości port lotniczy Sri Lanki.

## Linie lotnicze i połączenia
- Aero Lanka (Dżaffna)
- Expo Aviation (Dżaffna)